# Куркачи (посёлок железнодорожного разъезда)
 Куркачи — поселок железнодорожного разъезда в Высокогорском районе Татарстана. Административный центр и единственный населенный пункт Куркачинского сельского поселения.

## География
Находится в северо-западной части Татарстана на расстоянии приблизительно 17 км на восток-северо-восток от районного центра поселка Высокая Гора у железнодорожной линии Казань-Агрыз.

## История
Основан в 1920-х годах.

## Инфраструктура
Железнодорожная станция Куркачи. Мукомольный завод и кирпичный завод.

## Население
| 2012 | 2013  | 2014  | 2015  | 2016  | 2017  |
| ---- | ----- | ----- | ----- | ----- | ----- |
| 1852 | ↗1858 | ↘1847 | ↗1871 | ↗1882 | ↘1864 |

Постоянных жителей было: в 1938 году- 48, в 1949 — 56, в 1958—513, в 1970—700, в 1989—1810, 1919 в 2002 году (татары 83 %), 1850 в 2010.

## Жилой фонд
- ул. Строителей №№ 1, 2, 3; ул. Горького № 1; ул. Тукая №№ 1, 2, 3, 4; ул. Гагарина №№ 1, 2, 3, 6 — жилые дома Куркачинского промстройкомбината объединения «Татагропромстрой».[9]
- ул. Гагарина № 4, ул. Энергетиков № 1, 831-й км, 1 — жилые дома Казанского отделения ГЖД.[10]